# Macintosh Plus

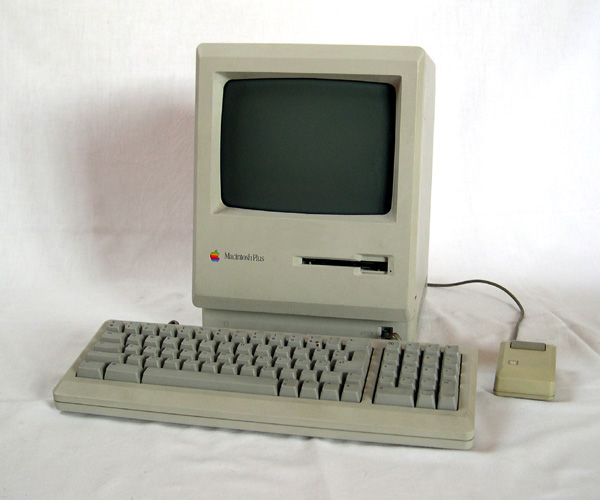

Macintosh Plus är en dator från Apple Inc. (tidigare Apple Computer). Datorn lanserades i januari 1986 till ett pris av 2600 amerikanska dollar. Det var den tredje Macintosh-datorn i serien, och den lanserades två år efter originalet Macintosh. 
De två första modellerna i datorserien, Macintosh 128K och Macintosh 512K, hade ingen SCSI-port. Från och med Plus hade alla Macintosh-datorer en SCSI-port, fram till det att iMac lanserades 1998. 
Macintosh 128K, 512K och Plus hade en kontakt för tangentbordet på framsidan som var av samma typ som ett telefonjack (modularkontakt). Musen anslöts till en speciell port på baksidan. På senare modeller anslöts tangentbordet och musen med ADB-portar. Datorerna hade oftast bara en port där man anslöt tangentbordet, och sedan anslöt man musen i en ADB-port på tangentbordet.
Tangentbordet hade till skillnad från på de tidigare modellerna en numerisk del. Det hade tidigare bara funnits lösa numeriska delar att köpa till. Som de tidigare och (i viss mån) nuvarande Mac-modellerna hade Plus mus endast en knapp. Datorn saknade fläkt, vilket gjorde den extremt tyst. Dock fick den mycket problem med överhettning av bland annat det interna grafikkortet, då den inbyggda vektionskylningen inte var tillräcklig vid mer omfattande och längre datorprocesser. Det lanserades en fläkt som man placerade ovanpå datorn och gjorde ventilationen lättare.
Mac Plus levererades med ordbehandlaren MacWrite och grafikprogrammet MacPaint. Gruppen bakom MacPaint utvecklade så småningom det intuitiva Hypercard, som med sin länkningsteknik är fröet till våra dagars nätbrowsers. Programmet Switcher och MultiFinder var de första stegen mot multitasking. 
De tidigare modellerna kunde uppgraderas till Plus med hjälp av ett kit innehållande ett nytt moderkort, diskettenhet, tangentbord och mus. Frontdelen av skalet, bildröret och grafikkortet behölls. Därför står det inte Macintosh Plus på dessas frontskal, men det står Macintosh Plus 1MB på etiketten på baksidan. Apple-loggan är också nedsänkt och placerad i det nedre vänstra hörnet.
Plus var den längst producerade allt-i-ett-Macen. Den fortsatte att produceras fram till 1990, trots att Macintosh SE och Macintosh II släpptes under dess produktionstid.

## Specifikationer
- Nypris: $2600
- Processor: 8 MHz Motorola 68000 32 bitar/16-bitars buss
- Minne: 1 MB, uppbyggbart till 4 MB
- Diskettenhet: 3,5" 800 KiB
- Hårddisk: (Ingen) men kunde kopplas in externt
- Bildskärm: 9" 512 × 342 svartvit grafik